# Municipio Campo Elías (Mérida)
El Municipio Campo Elías conforma, junto con los Libertador y Santos Marquina, la mayor conglomeración urbana del estado. El municipio es el tercero del estado en cuanto a población, su capital es la ciudad de Ejido.

## Historia
Fue fundada el 14 de julio de 1650 por el capitán Buenaventura de Bustos Baquero, con el nombre de San Buenaventura de Ejido; tierra de caña de azúcar, cuyo cultivo se inició a finales del siglo XVI. En 1705 fue elevada a Parroquia Eclesiástica. No surgió como producto de una fundación formal y legal, sino que evolucionó de un asentamiento de indios, que junto con vecinos de Mérida formaron un núcleo poblacional. En 1811 fue elevada a Villa por el Gobierno Republicano. 
En el año 1830, la localidad de Ejido fue designada como cabecera del cantón de Ejido, adquiriendo relevancia dentro de la división territorial de la época. 
En 1864, el cantón quedó conformado por la Villa de Ejido y las parroquias La Mesa, Jají y Acequias. Cuatro años más tarde, en 1868, el cantón recibió el nombre de Departamento Sutherland, con capital en la Villa de Campo Elías. No obstante, a finales del mismo año, se restableció el nombre de Departamento de Campo Elías, denominándose su capital como Ejido.
Durante el proceso de reorganización administrativa de 1874, la villa fue dividida en las parroquias civiles de Ejido (que más adelante se conocería como La Matriz) y Trejo Tapia, esta última rebautizada en 1875 como Montalbán.
El 28 de diciembre de 1876, Ejido fue elevada a la categoría de ciudad, convirtiéndose en la capital del Distrito Campo Elías.
Posteriormente, el 16 de febrero de 1986, se creó la Parroquia Ignacio Fernández Peña, dentro del perímetro urbano de Ejido. Para ese año, el distrito fue reconocido como Municipio Autónomo Campo Elías, con Ejido como capital.
Finalmente, en 1992, adoptó la denominación actual de Municipio Campo Elías, manteniendo como cabecera la ciudad de Ejido.
El municipio debe su nombre al coronel Vicente de Campo Elías, destacado héroe de la Independencia de Venezuela. A su vez, el nombre de la ciudad de Ejido (anteriormente “El Ejido”) hace referencia a su ubicación cercana a los ejidos de la ciudad de Mérida, es decir, a los terrenos comunales usados históricamente con fines agrícolas.

## Geografía
La geografía municipal se explica de manera más explícita a continuación:

### Posición geográfica
Este Municipio está situado en la parte central del Estado Mérida, dentro de la intersección definida por la red de coordenadas geográficas comprendidas entre:
- 8° 20' 00 y 8° 44' 36 de latitud norte.

- 71° 24' 20 y 71° 24' 20 de longitud oeste.

### Extensión territorial
La superficie de 557 km² que representa el 4,92% del territorio del Estado Mérida. 
La distancia de capital del estado al cual pertenece y a la Capital del País: 12 km a la Capital del Estado; 695 km a la Capital de la República. 

### Organización parroquial del municipio
El Municipio está conformado por siete (7) parroquias con una distribución poblacional total distribución en la zona de : 
| Parroquia      | Localidad             | Población |
| -------------- | --------------------- | --------- |
| Fernández Peña | Ejido                 | 20.167    |
| Matriz         | Ejido                 | 55.282    |
| Montalbán      | Ejido                 | 28.858    |
| Acequias       | Acequias              | 1.145     |
| Jají           | Jají                  | 3.274     |
| La Mesa        | La Mesa de los Indios | 4.538     |
| San José       | San José del Sur      | 1.561     |

La suma total de la población municipal es de 114.825 habitantes, con una densidad de 206.1 habitantes por Kilómetro cuadrado. (Fuente: I.N.E).

#### Matriz

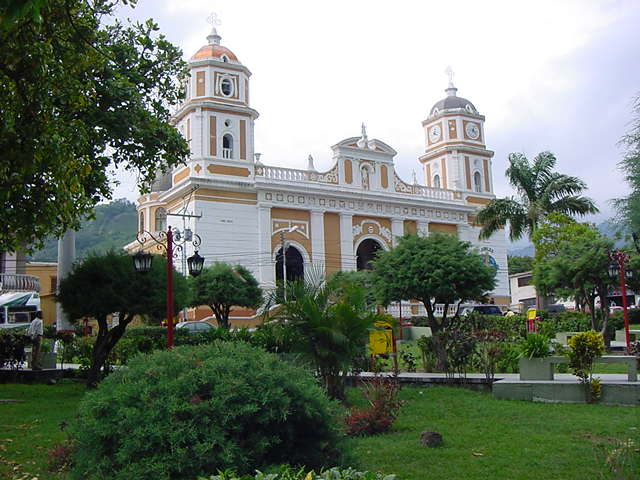
un escorzo de Plaza Bolívar de Ejido

Fue fundada por la Legislatura del Estado Soberano Guzmán, Sección Mérida, en 1881. Forma parte del área urbana de la Ciudad de Ejido, capital del Municipio Campo Elías del estado Mérida. Tiene una superficie de 36 km² una altitud promedio de 1.170 m s. n. m. con una población de 55.282 habitantes. Su estructura comunitaria está conformada por la Urbanización José Adelmo Gutiérrez (Barrio Nuevo Barrio Tricolor), Los Guáimaros, El Moral, San Buenaventura, El Palmo, Bella Vista, San Miguel, Asoprieto, Inrevi I- Inrevi II, Carlos Sánchez, Aguas Calientes, El Chamicero, San Martín, San Isidro y La Mesa del Tanque. En el noreste es atravesada por las Quebradas de Aguas Calientes y La Portuguesa; ambas descienden del Páramo Los Conejos en la Sierra de La Culata, los cuales confluyen hacia el Río Chama. En el centro urbano de la Parroquia se encuentra el Palacio Municipal, construido en 1940 y que sirve de sede a la Alcaldía y al Concejo Municipal, órganos Ejecutivo y Legislativo, respectivamente. Al frente de esta edificación está el Santuario Diocesano de San Buenaventura, en honor al Santo Patrono San Buenaventura de Ejido (cuya festividad la celebra el pueblo católico de esta ciudad, el 14 julio de cada año).En el centro de esta Parroquia está también el Mercado Municipal de Ejido, el cual ofrece alimentos de diversas variedades, productos agrícolas, comidas típicas a propios y visitantes. 
Existen importantes centros de educación pública y privada, entre las cuales tenemos: 
- Escuela Básica Campo Elías
- Escuela Básica 5 de Julio
- Escuela Básica Amador Fonseca
- Centro Educativo Inicial Bolivariano “Yuban Ortega”
- Unidad Educativa San Miguel
- Escuela Básica Gran Mariscal de Ayacucho
- Aulas Anexas Edelmira Quintero de Lobo
- Escuela Básica Juan Félix Sánchez
- U.E. El Moral
- U.E. El Chamicero Bajo
- U.E. San Buenaventura
- U.E. Hermanas Almarza
- U.E. La Ranchería
- Colegio José Félix Ribas
- Colegio San Pío X

En la Avenida Bolívar de Ejido, en una antigua casa de estilo colonial, frente a la Plaza Justo Briceño, se encuentra el Museo Histórico Religioso, fundado el 24 de julio de 1983, por iniciativa del periodista Don Paco Ortega. Su colección está integrada por más de 3 mil objetos entre esculturas, tallas de madera, documentos, objetos de fundición, ebanistería, vestimentas religiosas, ornamentos religiosos y documentos de la Guerra de Independencia de Venezuela. Por otra parte, las comunidades de Aguas Calientes y Los Guáimaros son verdaderos centros de producción artesanal, donde se expenden cerámicas que tienen su origen en las culturas indígenas que habitaban en esas comarcas. Su obra alfarera está representada por la fabricación de utensilios de cocina y figuras mágico-religiosas. Ambas comunidades han sido declaradas de interés cultural, por el Instituto Nacional de Patrimonio Cultural. Esta Parroquia posee un capital humano de profesionales graduados en universidades reconocidas e institutos de educación superior, así como también artistas en todos los géneros. Su vida económica transcurre en actividades comerciales, agrícolas e industriales. Sus vías de comunicación conectan a sus habitantes por el este hacia la Ciudad de Mérida y el centro del país, y por el oeste con la Ciudad de Tovar y con la Ciudad de El Vigía y la frontera con Colombia. Igualmente desde la Parroquia Matriz se conduce (por caminos para vehículos rústicos y de doble tracción) hacia los Pueblos del Sur del estado Mérida.
La Parroquia Matriz cubre el Casco Central e Histórico de Ejido siendo el sector más importante de la ciudad, pues allí reside la sede de la alcaldía municipal de Ejido, la Plaza Bolívar de Ejido y el Santuario diocesano San Buenaventura, el más importante atractivo turístico en la ciudad, además de que es el área con mayor número de servicios urbanos y en los últimos años ha venido incrementando el comercio en la zona. El Polideportivo el Palmo es un importante centro deportivo del sector y por otra parte la explotación cultural con su museo histórico religioso y demás zonas recreativas también ha contribuido con el abundante turismo de esa parte de la ciudad.

#### Montalbán
Es una de las más populosas zonas de la ciudad pues cuenta con un completo sistema de servicios públicos, posee una población estimada de 28.858 habitantes para el año 2013, a la vez es sede de la Universidad Politécnica Territorial del estado Mérida "Klebber Ramírez" (antiguamente conocido como Instituto Universitario Tecnológico de Ejido, IUTE) y por ello ha venido creciendo incesantemente, cuenta además con un Comedor Popular, un Estadio de béisbol, el Polideportivo Italo de Philippis, la Iglesia de la Virgen del Carmen, la Plaza Montalbán y el Centro Cultural "Fundación Hacienda El Pilar" o Ateneo de Ejido, actualmente se está llevando a cabo la construcción del primer Centro Comercial de la zona.

#### Fernández Peña
Es una zona residencial de la ciudad, tiene una población de 20.167 habitantes, es una zona importante de comercio, actualmente se está llevando a cabo grandes planes de construcción de viviendas en este sector y por ello ha crecido con rapidez, la comunidad de Centenario será una de las más beneficiadas con la inauguración del Trolebús de Mérida, puesto que se ubica en la primera estación de dicho transporte urbano.

#### Jají

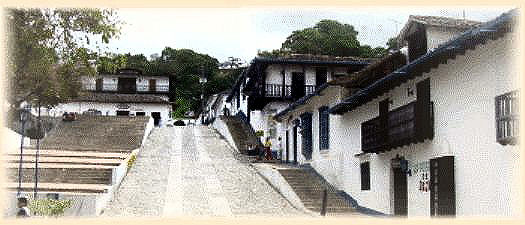
Jají

Es un pueblo al estilo colonial, su arquitectura se adapta perfectamente a la topografía del terreno y al paisaje que lo rodea, actualmente Jají es uno de los pueblos más importantes de hospedaje para todos aquellos turistas que llegan a Mérida, sus mayores atractivos turísticos son la Chorrera Las González y la Venezuela de Antier que está ubicada casi llegando al pueblo de Jají, este ofrece un complejo turístico en donde se reproducen los paisajes venezolanos y se recrean las tradiciones del país, sus atractivos paisajísticos la han hecho uno de los parques más visitados en Mérida.

#### La Mesa de Los Indios
Es un pueblo que conserva una arquitectura al estilo de antaño, las Aguas Termales de la Mesa la han hecho un importante centro turístico y de hospedaje dentro de la ciudad.
La arquitectura más moderna del pueblo es la Posada Turística Doña Luisa ubicada frente a la Plaza Bolívar.

#### San José
Es uno de los pueblos sureños del municipio Campo Elías, tiene el estilo característico de la colonia en las épocas del siglo XIX. Es importante centro turístico por sus páramos, gran cantidad de turistas llegan al pueblo también por hospedaje, su pueblo es pequeño pero tine muchos lugares de visitar. Un lugar llamado El voladero hay grandes campos con mucha flores y de toda siembra, también es un lugar donde hay mucho ganado. Es un lugar un poco frío, pero es uno de los más bonitos y visitado por los merideños y turistas. 

#### Acequias
Acequias es un pueblo de gente humilde y laboriosa, gran cantidad de turistas visitan la zona por las bellezas naturales y paisajísticas de su páramo, también es importante como centro de hospedaje. Sus Sitios turísticos son la Laguna de las Lajas, Ruinas de San Antonio de Mucuño donde era la antiguamente el pueblo de Acequias. El pueblo celebra sus fiestas patronales en el mes de junio en honor a San Antonio de Padua con distintas actividades para las personas que lo visitan. Acequias es el único pueblo del estado Mérida que está en el patrimonio cultural y para los acequiences es un gran honor. El tiempo estimado en que se cubre la trayectoria para llegar a esta hermosa población es de 1 hora y media en vehículos de doble tracción debido a su orografía. En fin, es un pueblo hermoso en donde se encuentran la gente más càlida de la región merideña.

### Límites
El municipio limita solamente con municipios del estado, y esos son:
- Norte: El Municipio Andrés Bello y Caracciolo Parra Olmedo.

- Este: El Municipio Libertador.

- Sur: Los Municipios Aricagua y Arzobispo Chacón.

- Oeste: El Municipio Sucre.

### Clima
La precipitación media anual se sitúa entre los 800 y 1800 mm, con una temperatura promedio entre los 15 y 23 °C. En Montalbán y La Matriz la precipitación alcanza los 1000 mm y la temperatura oscila entre los 18 y 23 °C; Jají y La Mesa tienen precipitaciones anuales de 1.400 mm con una temperatura media anual de entre 18 y 20 °C, mientras que San José y Acequias presentan lluvias medias anuales del orden de los 1800 mm y una temperatura de 15 °C.

### Características de Relieve
El Municipio presenta un relieve de montaña, cuyos niveles altitudinales varían entre los 1.200 y los 2.334 m s. n. m. Su capital se encuentra ubicada a una altura entre los 1.200 y 1.500 m s. n. m.; La Mesa a 1.427 m s. n. m.; Jají a 1.789 m s. n. m.; Acequias y San José entre 2.334 y 2.530 m s. n. m.

### Flora
La vegetación en esta zona presenta condiciones típicas del Bosque Húmedo Premontano, en las áreas menos intervenidas, se observan copas densas con epifitismo predominando la barba de palo (Tillandsia usneoides). Contiene parte del  Bolsón Árido de Lagunillas representado por Cactáceas Pilosocereus sp, Cilindropuntia careb ease, Opuntia sp. y cujíes Prosopis juliflora.

### Fauna
Hay varias especies en la región, la mayoría andinas, pero las principales son las siguientes:
- Cachicamo montañero Dasipus novemcinctus.

- Lapa Agouti paca.

- Pisura Dasiprocta variegata.

- Rabipelao Didelfis marsupialii.

- Ponchita Cripturellus soui.

- Ardillas Sciurus granatensis.

- Conejo de monte Sylvilagus brasiliensis.

- Oso Frontino Tremarctos ornatus.

## Cuencas hidrográficas
El Municipio cuenta con numerosas ríos y quebradas, los cuales se presentan a continuación: 
- Parroquia Montalbán:

- Río: 
  - Montalbán.

- Parroquia Matriz:

- Quebradas:
  - Quebrada La Portuguesa.
  - Quebrada Aguas Calientes.

- Parroquia La Mesa:

- Río:
  - Río Las González.

- Quebradas:
  - Quebrada La Enfadosa.
  - Quebrada Mujunque.
  - Quebrada Agua Clara.
  - Quebrada La Colorada.
  - Quebrada La Quebrada.

- Parroquia Jají:

- Ríos:
  - Río Negro.
  - Río Blanco.
  - Río Capaz.
  - Río San Eusebio.
  - Río Macho.

- Quebradas:
  - Quebrada La Sucia.
  - Quebrada Jají.
  - Quebrada El Joque.
  - Quebrada La Chorrera.

- Parroquia San José:

- Ríos: 
  - Tostós.
  - San José.

- Quebradas: 
  - Las Pavas.
  - Tostos.
  - San José
  - Las Palmitas.
  - El Minanon.
  - El Timo.
  - Los Giros.

Entre otros ríos, caños y lagos menores presentes en el municipio.

## Caracterización ambiental
La problemática ambiental de municipio Campo Elías en primer lugar se debe al deterioro de las cuencas altas del Municipio en especial en la Quebrada la Portuguesa, aumentando en épocas de lluvia su caudal con amenazas de inundación y riesgo de deterioro de algunas viviendas. 
El deterioro de los suelos por las prácticas de cultivo en terrenos de fuerte pendiente, en las parroquias Acequias, San José y Jají perteneciente a este Municipio y la falta de programas y medidas de conservación de suelos agravan la problemática y originan deterioro de la infraestructura tales como vialidad y riego. Otro problema importante es la descarga de aguas negras en sus principales cauces que circundan el municipio, así como la disposición de desechos sólidos por colapso del relleno sanitario en el municipio Sucre. 
Los incendios representan otra causa importante de deterioro ambiental del Municipio Campo Elías, un problema significativo está en la falta de recursos para combatir el fuego en las áreas centro de la ciudad de Ejido así como las emisiones contaminantes del tránsito automotor aunado en mal estado durante congestionamientos de la Av. Bolívar y Fernández Peña, principalmente. 
Por otra parte, Ejido tiene un crecimiento desordenado y anárquico por la falta de normativa de ordenamiento urbano. Verdes de fuerte pendiente y otro problema lo representan la contaminación por ruido en el centro de la ciudad. 
Existen problemas de degradación, tala de bosques y contaminación como consecuencia de la disposición de excretas y basuras a cielo abierto, en cursos de aguas y a orillas de las carreteras.

## Infraestructura y servicios
La infraestructura municipal se describe a continuación:

### Vialidad y transporte
El municipio cuenta con importante vialidad, en su mayoría asfaltada, que lo comunica con los municipios vecinos, además, actualmente está en construcción el sistema de transporte masivo Trolebús de Mérida el cual unirá a la capital municipal con la ciudad de Mérida.
Las vías de acceso al Municipio son únicamente autopistas, aunque poco a poco se van uniendo las ciudades de Ejido y Mérida, que a lo mejor produzcan caminos comunes para entrar al municipio. 
Tiene 63,51 km de superficie de rodamiento asfaltado, 25,30 km de granzón y 379,85 km de tierra; para un total de 472,66 km de vialidad interna del Municipio.

### Energía eléctrica
De 18.720 viviendas ocupadas, 18.454 cuentan con servicio de energía eléctrica, lo que representa una cobertura del servicio de electricidad de 98,58%, (Censo 2001). 

### Telecomunicaciones
Cuenta con cinco (5) emisoras comunitarias FM, una (1) emisora AM y un (1) periódico de circulación diaria. El Municipio cuenta con dos (2) oficinas del Instituto Postal Telegráfico (Ipostel), O.P.T. Jají y O.P.T. Ejido. La cantidad de Teléfonos Fijos es de 8.248 viviendas (44,06% de cobertura en todo el municipio), para el Censo de 2001.

### Agua potable-cloacas
De 18.720 viviendas ocupadas, 18.075 tienen servicio de agua potable, el 96,55% de cobertura. El sistema de tratamiento es combinado, es decir planta de tratamiento y tratamiento parcial. 
En cuanto a las aguas servidas, no existe tratamiento de aguas servidas y la cobertura del servicio es de 79,25%, es decir 14.835 viviendas.(Censo 2001). 

### Educación
El Municipio cuenta con 51 planteles de educación preescolar, 80 de educación básica y 8 de educación media. Cuenta con un Tecnológico, que indiscutiblemente satisface las necesidades de muchos jóvenes que anhelan continuar estudios y tropiezan con varias dificultades. 

### Salud
En el municipio existen 50 Médicos, 21 Enfermeras graduadas, 42 Enfermeras auxiliares, 7 Bioanalistas, 8 Auxiliares de laboratorio, 12 Odontólogos, 5 Asistentes de odontólogos, 2 Bibliotecarios de historias médicas, 9 Auxiliares de historias médicas, 6 Técnicos radiólogos, 1 Auxiliares de farmacia. No dispone de Dietista, Auxiliar de Dietista, Farmaceuta, Sociólogo, Psicólogo, Médico veterinario y Auxiliar Médico Veterinario.

### Recolección de desechos sólidos y rellenos sanitarios
La disposición de desechos sólidos se realiza en vertederos controlados y la cobertura del servicio en el municipio es de 58,12% 

### Mercados municipales
Existe un solo mercado Municipal, ubicado en el centro de la Ciudad de Ejido Parroquia Matriz y un mercado Campesino, ubicado en e la Parroquia Fernández Peña. Recientemente, se inauguró un centro de abastecimiento Mercal. 

### Cementerio
Existen cinco (5) cementerios Municipales, ubicados en las parroquias: Fernández Peña, Jají, Acequias, La Mesa y San José. 

## Parques nacionales y recreativos
Existen solo dos (2) parques recreativos, ubicados en la Parroquia Montalbán. 
Existen 35 instalaciones deportivas, clasificadas en: 26 canchas múltiples, 5 canchas de fútbol, 1 campo abierto, 1 polideportivo, 1 gimnasio y 1 estadio de baseball.

## Actividades económicas
Las principales actividades económicas son explicadas a continuación:

### Sector agrícola
Aquí se especializan en cereales, leguminosas, raíces y tubérculos, hortalizas, frutales, Café, caña de panelera, entre otras. Entre sus particularidades podemos encontrar su potencial agrícola y pecuario pero se puede observar a lo largo de la historia la preponderancia de los cultivos de Caña de Azúcar, los cultivos de caña de Azúcar a servido como simbología cultural de los ejidences.

### Sector pecuario
Es el sector de la economía dirigido al manejo de la fauna doméstica y los animales 

### Sector industrial
Aquí se especializan en los alimentos, bebidas y tabaco, pero también se desempeñan en Textiles e industria del cuero, madera (incluyendo muebles), Papel e imprentas editoriales, sustancias y productos químicos, minerales no metálicos, minerales metálicos, maquinaria y equipos, entre otros trabajos de la zona industrial.

### Sector artesanal
En Pozo Hondo, existen escuelas dedicadas a la cerámica y al anime. En los Guaimaros, un conjunto de familias elaboran artesanía rústica de barro cocido, utilizados como utensilios para la cocina y como ornamentales, los cuales eran moldeados a mano sin pinturas ni barnices.
Otros sitios visitables para artesanías son:
- Mercado Artesanal de Los Guáimaros.

- Artesanía de arcilla de Los Guáimaros.

- Artesanía de La Mesa de Los Indios.

- Entre otros.

### Turismo
La oferta turística del municipio, la conforman 3 hoteles, con 120 habitaciones y 248 plazas camas, 17 posadas, 20 restaurantes, 1 agencia de viaje. 
Jají, es una población tranquila y famosa, con un estilo de vida algo rudimentario y Patrimonio turístico de la región.
Entre sus atractivos naturales se encuentran: 
- Aguas Sulfurosas con altas temperaturas sector Aguas Calientes.
- Pico El Toro.
- Cerro La Aguada.
- Loma del Viento.
- Páramo Los Conejos.
- Laguna La Estrella.
- Chorrera Las González.
- Entre otros.

## Lugares de interés

### Lugares históricos
- Museo Histórico Religioso de Ejido: Es una edificación al estilo de la colonia, posee una colección extraordinaria que alberga obras excepcionales que corresponden a nuestra historia y creencias religiosas.

- Fundación Hacienda El Pilar: Hoy en día conocido como Ateneo de Ejido es la más importante institución cultural multidisciplinaria de la zona, es sede de diversas actividades culturales.

### Monumentos turísticos
- Chorrera Las González: Es el monumento natural que se ubica en el sistema montañoso de los Andes y que tiene como mayor atractivo turístico una imponente caída de agua, en la cual desemboca la Quebrada Las González. Su característica principal es un escarpe de falla recorrido por las cristalinas aguas de la quebrada las González, que bajan formando blancas caídas de agua conocidas como chorreras.

- Fuentes termales de Aguas Calientes: Son las fuentes termales más conocidas del estado Mérida, están controladas por una falla paralela a la traza activa de la falla de Boconó.

- Aguas termales La Mesa: Se ubica a media distancia entre La Mesa y Jají, en una zona cartografiada como Formación La Quinta.

- Tierra Negra:Se encuentra en la vía que conduce a Acequias, tiene la particularidad de ser uno de los mejores lugares del mundo para la práctica de parapente o tándem.

- Páramo San José:Es un paraje natural, donde se puede apreciar el frailejon y la laguna Pozo Negro.

- Venezuela de Antier: Es el complejo turístico más importante del municipio, que remonta a las épocas de principios del siglo XX, extraordinarias arquitecturas y esculturas hacen de las épocas de Juan Vicente Gómez un viaje al pasado, que tiene como escenario las montañas andinas.

### Edificios religiosos
La ciudad tiene 2 iglesias principales y otras capillas más pequeñas en las zonas rurales de Campo Elías.
- Santuario Diocesano San Buenaventura: Es la principal edificación católica de Ejido, posee un estilo colonial, está ubicada en pleno casco colonial de la comunidad Matriz, frente la Plaza Bolívar de Ejido.

Otra edificaciones religiosas son: la Iglesia del Carmen, Iglesia de Jají, Iglesia San Antonio de Acequias, Iglesia San José del Sur, entre otras.

### Plazas
- Plaza Bolívar de Ejido: Es la plaza mayor y más importante de la ciudad de Ejido, está ubicada en pleno casco histórico de la comunidad Matriz, a sus alrededores se encuentra la Alcaldía Municipal de Campo Elías, el Museo Histórico Religioso de Ejido, la Iglesia Matriz y una multitud de comercios.

- Plaza Montalbán: Es la segunda plaza del municipio Campo Elías, en frente se ubica la Iglesia Virgen del Carmen.

Otras plazas son la Plaza Acequias, Plaza Jají, Plaza San José de Acequias, entre otras.

## Política y gobierno

### Alcaldes
| Período     | Alcalde              | Partido político / Alianza | % de votos | Notas |
| ----------- | -------------------- | -------------------------- | ---------- | --- |
| 1989 - 1992 | Libio López Arellano | AD                         | 44,10      | Primer alcalde bajo elecciones directas |
| 1992 - 1994 | Jaime Enrique Dávila | AD                         | 38,72      | Segundo alcalde bajo elecciones directas (Fallece antes de culminar el periodo) |
| 1994 - 1995 | Teodoro Vielma       | MAS                        | -          | Tercer alcalde bajó elecciones directas(se realizaron elecciones por la muerte del a la de Jaime Enrique Dávila)                                                                     |
| 1995 - 2000 | Elba Soto            | AD                         | -          | Cuarta alcalde bajo elecciones directas (se realizaron elecciones generales adelantadas en el 2000 debido a la aprobación de la Constitución de 1999)                                |
| 2000 - 2004 | Jesús Abreu          | MVR                        | 39,04      | Quinto alcalde bajo elecciones directas |
| 2004 - 2008 | Jesús Abreu          | MVR                        | 61,22      | Reelecto |
| 2008 - 2013 | Pedro Álvarez        | PSUV                       | 51,57      | Sexto alcalde bajo elecciones directas (Se postergan 1 año las elecciones municipales pautadas para finales del 2012)                                                                |
| 2013 - 2017 | Omar Lares           | Voluntad_Popular MUD       | 50,34      | Séptimo alcalde bajo elecciones directas (Huye hacia Colombia por ser perseguido por el Gobierno)                                                                                    |
| 2017        | Rommel Dugarte       | Voluntad Popular MUD       | -          | (Alcalde encargado Designado por el Concejo Municipal de Campo Elías. (Designado el 31 de julio del 2017 hasta convocarse las elecciones municipales pautadas para finales del 2017) |
| 2017 - 2021 | Simón Figueroa       | PSUV                       | 58,22      | Octavo alcalde bajo elecciones directas |
| 2021 - 2025 | Simón Figueroa       | PSUV                       | 41,96      | Reelecto |

### Concejo municipal
Período 2021 - 2025
| Concejales      | Partido político / Alianza |
| --------------- | -------------------------- |
| Yohan Rangel    | PSUV                       |
| Kenia Zambrano  | PSUV                       |
| Argimiro Pineda | PSUV                       |
| Sugeyt Davila   | PSUV                       |
| Jose Osto       | PSUV                       |
| Nelva Perez     | PSUV                       |
| Argenis Reinoza | MUD                        |
| Geraldo Rivas   | MUD                        |
| Mayira Rojas    | AD                         |